# Schobergruppe
Schobergruppe är en bergskedja i Österrike. Den ligger i den centrala delen av landet, 300 km sydväst om huvudstaden Wien.
Trakten runt Schobergruppe består i huvudsak av gräsmarker. Runt Schobergruppe är det ganska glesbefolkat, med 27 invånare per kvadratkilometer.